# Бокс (оръжие)
Вижте пояснителната страница за други значения на Бокс.
Боксът е хладно оръжие за нанасяне на вреди върху човешкото тяло от близка дистанция. Може да бъде изработен от метал, пластмаса или дърво. Травматичния ефект върху човешкото или друго тяло се дължи на отдаването на кинетичната енергия на въоръжена с бокс длан върху него. Видът на нараняването зависи от оформянето на „короната“ на бокса. Тя може да бъде с остри шипове (нанасят прободни рани), с цяло острие (прорезни рани), и тъпи (причиняват наранявания от удар с тъп предмет и увреждания на вътрешните органи, много често без да разкъсват повърхността на тялото). Ударни повърхности при този вид оръжие са и двата края намиращи се непосредствено до палеца и кутрето на държащата ръка. Хвърлянето на бокса (в зависимост от тежестта му) също е начин за нанасяне на вреди на средна дистанция, предимно в областта на главата.
Основните начини за захващане на бокса са три:
1. Короната поставена над ставите между метакарпалните и проксималните кости на дланта;
2. Короната поставена над ставите между средните и проксималните кости на дланта;
3. Целият бокс стиснат в дланта (по този начин се използват само двете крайни точки на короната).

Различни видове боксове са известни още от древността, например т. нар. цестус в антична Гърция. Друга разновидност е японското оръжие, познато като теко - Tekko. Същото е използвано от наемни убийци, известни като нинджи и е позволявало нанасянето на сериозни наранявания на противника, като е позволявало и скритото им носене.